# Retablo de Santa Teresa de Jesús (catedral de Astorga)

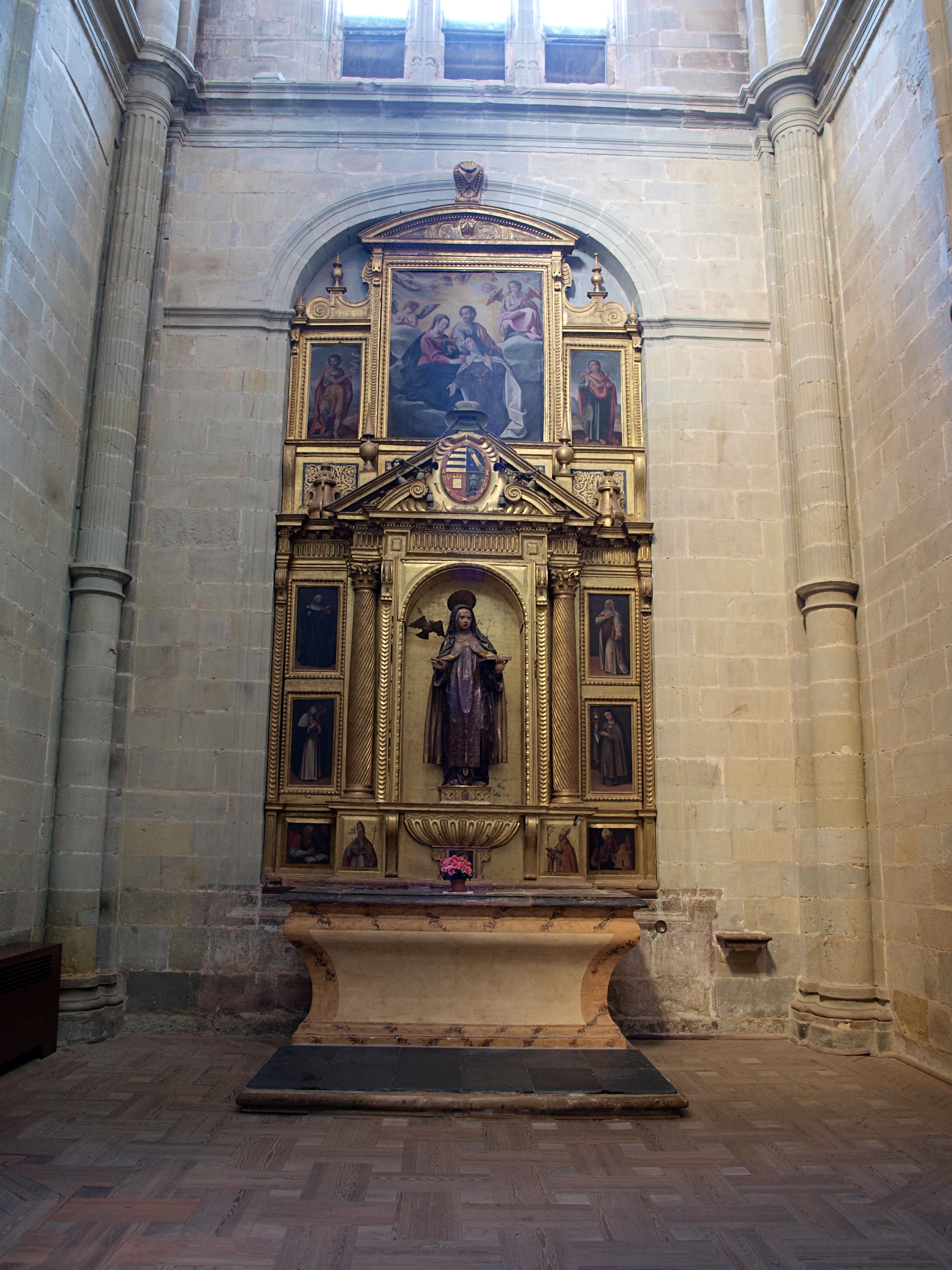
Retablo de Santa Teresa.

El Retablo de Santa Teresa de Jesús se encuentra en la catedral de Astorga en uno de sus muros, empotrado en un arco de medio punto. El retablo se debe al mecenazgo del obispo de dicha catedral Alfonso Mejía de Tovar (también llamado Alfonso Messia de Tovar, 1616-1636), que lo encargó con motivo de la canonización de la santa en 1622. Es de estilo manierista, propio de la Contrarreforma, con motivos pictóricos que hacen alusión a los mandatos del Concilio de Trento sobre el tema de los santos, además de la exaltación teresiana conforme con el momento histórico que estaba viviendo la Iglesia católica. No solo la exaltación de esta santa sino en general de las religiosas femeninas a quienes el protestantismo vedaba por considerarlo algo contrario al Evangelio. 
Consta de banco, un cuerpo, tres calles y un ático. Las pinturas se deben al canónigo Juan de Peñalosa (poeta y artista) y la arquitectura está atribuida a Francisco Ruiz. La Santa titular está colocada en una hornacina en el centro, en actitud de escribir; es una talla de madera policromada.

## Descripción del retablo
Consta de banco, un solo cuerpo, tres calles y ático. Se cree que el arquitecto ensamblador fue Francisco Ruiz; las pinturas al óleo son de Juan de Peñalosa y la imagen de Santa Teresa queda en el anonimato. Pertenece al primer tercio del siglo XVII. El estilo es manierista (o contrarreformista o barroco clasicista).
En el centro del banco está colocado el sagrario en cuya puerta y sobre tabla pintada está representado Cristo. A ambos lados están las pinturas de los cuatro doctores de a Iglesia latina: Jerónimo, Gregorio, Ambrosio y Agustín.

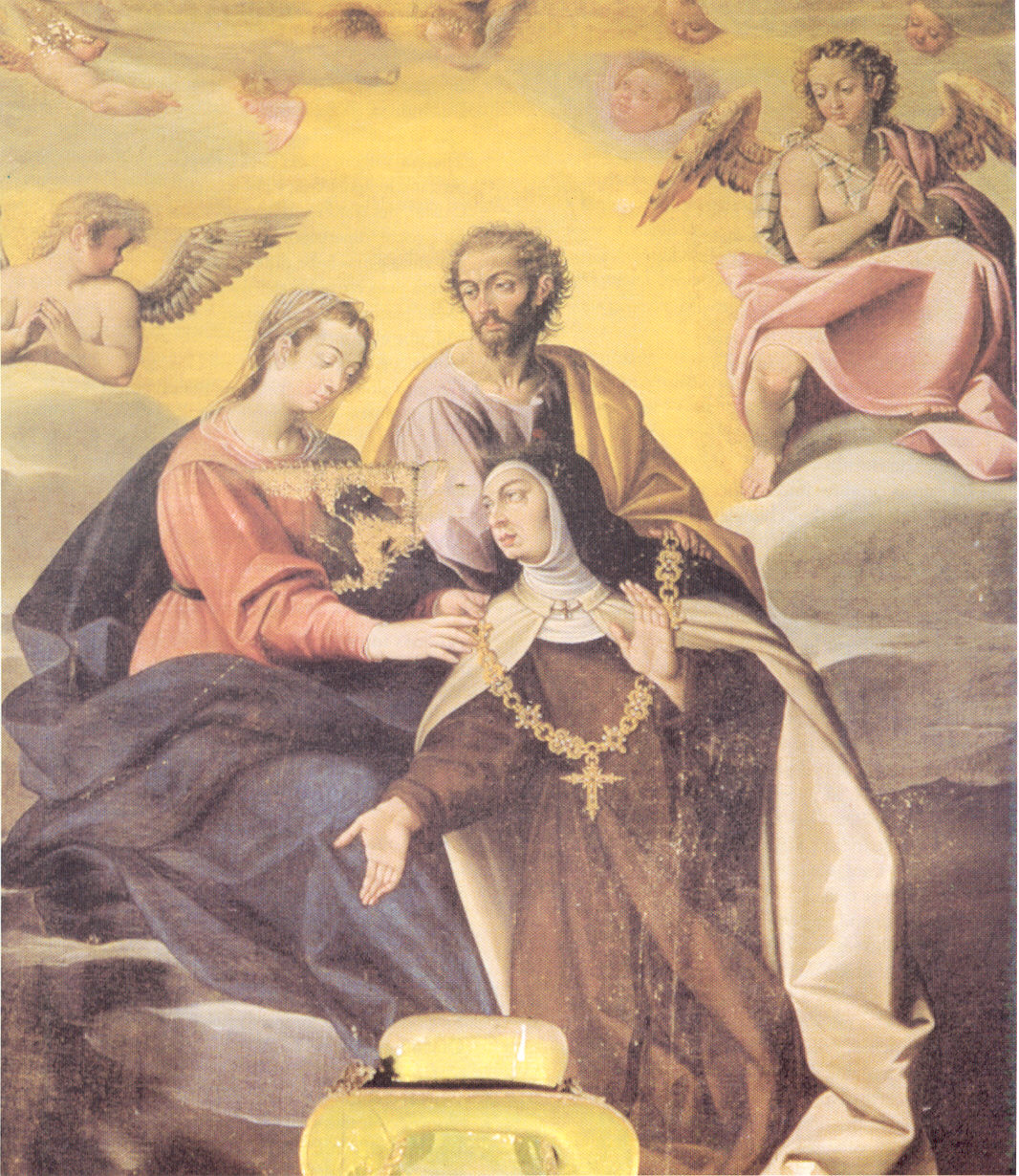
Pintura de Juan de Peñalosa para el ático de este retablo. Tema de la imposición del Collar a la santa por la Virgen y San José.

La calle central es muy amplia ocupada por entero por una hornacina que cobija la imagen de Santa Teresa. La talla es de madera policromada y está en actitud de escribir bajo la inspiración del Espíritu Santo (representado a la izquierda por una paloma). Lleva el hábito de carmelita; bajo su figura, en la peana, puede verse el escudo heráldico del obispo mecenas que se repite en grande en el frontón que cierra esta calle. La hornacina está enmarcada por columnas estriadas rematadas por capiteles corintios.
A ambos lados de la imagen de Santa Teresa, en las calles laterales están dispuestas cuatro pinturas que representan a cuatro religiosas: Santa Escolástica (benedictina), Santa Catalina de Siena (dominica), Santa Paula Romana (jerónima) y Santa Clara de Asís (franciscana). Los cuadros son grandes y verticales, obra como ya se ha dicho de Juan de Peñalosa.
El ático está dividido en tres partes. La central está totalmente ocupada por un lienzo grande, obra de Juan de Peñalosa, con el tema de la imposición del Collar a la santa por la Virgen y San José. Es un tema recogido del capítulo XXXIII de su autobiografía. En los extremos de este gran cuadro hay otros dos más pequeños representando a San Juan Bautista y a San Juan Evangelista. Corona el ático un frontón curvo.